# 茄苳腳永和宮
23°53′51″N 120°41′08″E / 23.897499°N 120.685566°E
茄苳腳永和宮，是位於臺灣南投縣南投市嘉和里、台3線旁的石頭公廟。

## 傳說

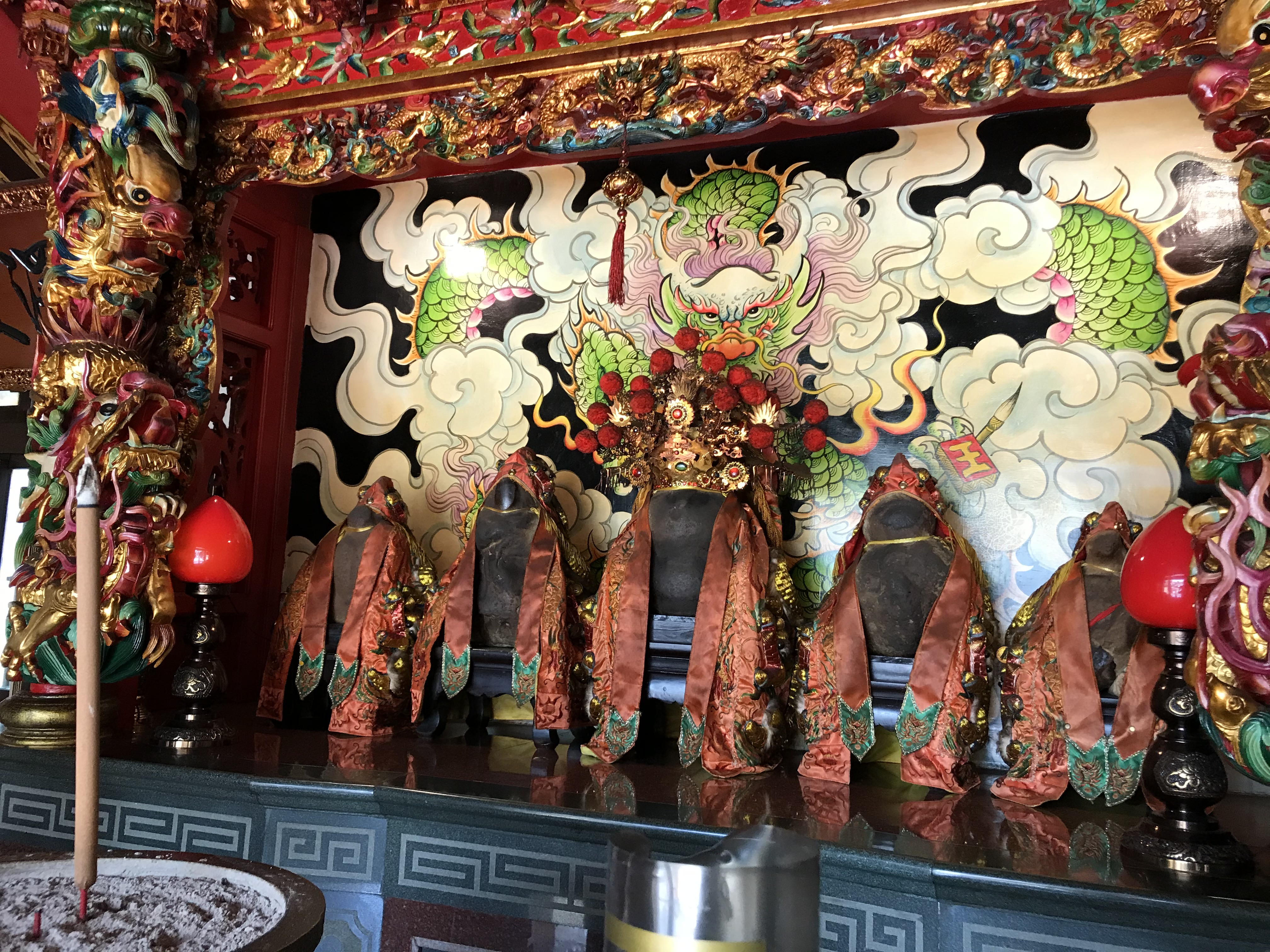
石頭王公

建廟傳說是一群牧童在平林溪包尾地區發現五顆石頭，便偷藏起來輪流供奉，一段時間家長發現家中經常短少香燭，查問才知是石像顯靈，村民陸續於是撘建石頭公廟傳遞香火。之後，當地人以「石頭公楠仔」稱此地的地名。
風水傳說則有臺灣民間傳說「楊本縣敗地理」主角楊桂森，一日經過此廟，沒有下轎禮敬，結果當場轎手折斷，只好下轎一觀石頭王公神威。接著他用扇子拍拍廟三次，以示替朝廷來問候，當下就有一紅衣人從神龕中衝出往名間方向走去。

## 遷移
1955年，公路局以廟地有侵佔公有地、違章建築、妨礙交通等理由，函請縣府拆除，受嘉和里民在里民大會上一致反對。但因原在的彰南路拓寬只好搬至小巷中，今址為彰南路一段709巷6號。
原先拆遷時，廟的資金只有新臺幣六、七萬，在信徒樂捐下，花近五十萬元重建。因石頭公並不列入政府寺廟管理之內，因此只好以西王母為名義的主祀神，用「永和宮」之名作廟宇登記。

## 祭祀
正月十九日誕辰日時，民眾會求銅錢作小孩的護身符。當天，信徒也可向石頭公擲筊借錢，稱為「平安錢」，上限一到兩千，每千元利息三千元。 該日，也是南投市三興里的南投興聖堂石頭公誕辰日，廟址也同樣在彰南路一段。